# ჯ
Jani (ჯანი), este a 36-a literă a alfabetului georgian.    

## Forme
| asomtavruli | nuskhuri | mkhedruli |
| ----------- | -------- | --------- |
|             |          |           |

## Reprezentare în Unicode
| asomtavruli | nuskhuri | mkhedruli |
| ----------- | -------- | --------- |
| U + 10BF    | U + 2D1F | U + 10EF  |